# Hoger kunstonderwijs
Het Hoger Kunstonderwijs is in Vlaanderen de oude benaming van het hoger onderwijs dat onder het ministerie van cultuur ressorteerde. 
Men maakte toen (vóór 1975) onderscheid tussen "artistiek hoger onderwijs" (ministerie van onderwijs) en hoger kunstonderwijs (ministerie van cultuur). Thans is dit allemaal (academies voor beeldende kunsten, conservatoria, toneelopleidingen, architectenscholen, ... ) hoger onderwijs aan een (School of Arts van een) hogeschool. 